# Imperium Galactica II
Imperium Galactica II è uno strategico spaziale sviluppato dalla ungherese Digital Reality. Il gioco è il seguito di Imperium Galactica, anche se si basa su un codice riscritto da capo, ed unisce caratteristiche degli RTS con quelle di un videogioco a turni, consentendo di impartire ordini anche in pausa e prevedendo 3 velocità di gioco, in modo analogo a manageriali come Sim City.
Imperium Galactica II è uno dei primi esempi di grafica computerizzata tridimensionale all'interno di uno strategico in stile Master of Orion.
Il titolo è stato pubblicato in Italia nell'aprile del 2000, periodo in cui la GT Interactive, distributrice del gioco, fu inglobata nella Infogrames. Il packaging del prodotto prevedeva ancora il logo della GT Interactive, mentre sul bollino SIAE il distributore era già riconosciuto in Infogrames.

## Obiettivi
Lo scopo del gioco è di costruire un impero interplanetario fondando e sviluppando colonie, armando potenti flotte spaziali e forze di terra a scopi di aggressione e difesa, il tutto sviluppando un'economia florida ed una ricerca all'avanguardia ed intessendo i buoni rapporti diplomatici con le altre specie.
La campagna prevede tre specie (o razze) fra cui scegliere: Solariani, Kra'Hen e Shinari. La modalità scenario permette di scegliere fra tutte, per un totale di 8 specie. Alcune specie, come i Cha'Karg, possono essere controllate solo dall'intelligenza artificiale.

### Eventi casuali
Per prolungarne la longevità, il gioco prevede un generatore di eventi casuali che poggia su una linea narrativa stabile: la ricerca dei Lacrime degli Dei, misteriosi manufatti bramati da una potente setta solariana conosciuta come Fratellanza delle Lacrime.
Parte degli eventi casuali prevedono forze esterne fra i quali i pirati spaziali sono i più insidiosi. Più avanti nella storia, potrà anche capitare di inglobare i possedimenti dei pirati prendendo in sposa la figlia del leader pirata.
Altri eventi casuali comprendono il rapimento di un eminente scienziato, il collasso del sistema tettonico di un pianeta, l'intercettazione di asteroidi in rotta di collisione con un pianeta, attentati mafiosi, missioni di costruzione con limiti temporali, accordi di scambi scientifici con altre specie e altro ancora.

## Multiplayer
Il multiplayer era inizialmente concepito per decidere a tavolino la vittoria o la sconfitta nelle battaglie, ma le pressioni dei giocatori spinsero gli sviluppatori a pubblicare una patch che lasciasse scontrare i due giocatori, mentre gli altri eventuali partecipanti alla partita assistevano come spettatori.

## Motore grafico
Il motore grafico 3D del gioco fu sviluppato dalla medesima Digital Reality. I requisiti minimi sono di un Pentium 200 MHz ed una scheda grafica 3D (TNT, Voodoo I o II o assimilabile) ma era consigliato almeno un Pentium 300 MHz.
Nonostante i limiti tecnologici dell'epoca, il gioco offriva una grafica curata ed estremamente fluida, che permetteva una gestione completa della visuale e zoom ravvicinati sia nella schermata galattica che nelle singole battaglie, dove le astronavi si distinguevano in quanto a dettaglio.
I pianeti, visibili dalla schermata galattica, sono ben resi sia in distanza che in dettaglio, mentre la schermata planetaria soffre la limitazione della mappa rettangolare.

## Video e colonna sonora
Per la linea narrativa centrale e gli eventi casuali la Digital Reality inserì nel gioco numerosi video con tecnologia Bink video (cinematic basate sul motore 3D erano ancora una moda di là da venire) ad alta risoluzione. La stessa schermata di comunicazione prevede dei brevi filmati in loop che mostravano il volto in movimento dell'interlocutore che si accompagnava alle parole.
La colonna sonora è composta da tre brani lunghi per specie della campagna più le musiche di battaglia.
Nel tutorial e nel gioco d'azione stesso è stata inserita una voce che accompagna la notifica di eventi cruciali.

## Premi
Imperium Galactica II vinse il premio BAFTA Interactive Entertainment Award del 2000 come migliori musiche.

### Siti ufficiali
- (EN)  Imperium Galactica Sito della saga di Imperium Galactica.
- (EN)  Infogrames Sito del distributore del gioco.